# CEP57
CEP57‏ (Centrosomal protein 57) هوَ بروتين يُشَفر بواسطة جين CEP57 في الإنسان.